# George Comșa
George Comșa (n. 1931) este un fizician și chimist german de origine română, membru de onoare al Academiei Române (din 1997).
1. 1 2   https://avs.org/awards/awards/awardee-interviews/george-comsa/bio/ Lipsește sau este vid: |title= (ajutor)
2. ↑   https://avs.org/awards/professional-awards/medard-w-welch-award/ Lipsește sau este vid: |title= (ajutor)